# Roberto Dani
Roberto Dani (Vicenza, 1º ottobre 1969) è un batterista e compositore italiano.
È noto in particolare per la sua ricerca sull'improvvisazione, che si realizza nelle sue performance in solo per batteria preparata.

## Biografia
Inizia a suonare la batteria all'età di sette anni, la sua prima attività da musicista professionista è con il gruppo progressive rock Devil Doll. Nel 1994 studia al Berklee College of Music, dove iniziano le prime importanti collaborazioni in ambito jazzistico. Tra queste, la più duratura è quella con il pianista finlandese Mika Pohjola, con cui registra diversi album e realizza tour in Europa, Stati Uniti e Giappone.
Nel 1999 pubblica per Splasc(h) Records il suo primo lavoro da solista, Images, con Norma Winstone, Glauco Venier e Henning Sieverts.
Dal 2003, l'attività di Dani si concentra prevalentemente sull'improvvisazione in solo per batteria preparata. La sua ricerca sull'improvvisazione coinvolge, oltre all'ambito strettamente musicale, quello spaziale e corporeo. Nel corso della sua carriera, Dani ha infatti realizzato diverse performance interdisciplinari con danzatori e compagnie teatrali. In veste di sideman, una delle collaborazioni più significative è quella con il trio di Stefano Battaglia, con cui incide tre album per ECM.
Si dedica anche alla didattica, sia come insegnante di batteria jazz in alcuni conservatori italiani, sia con il workshop Forme Sonore in cui insegna il suo metodo di improvvisazione.

## Discografia parziale
- 1999 - Images (Splasc(h) Records)
- 2002 - Interferences (Velut Luna)
- 2003 - Instants - Live at Teatro Olimpico (Velut Luna)
- 2008 - Drama (stella*nera)
- 2010 - Lontano (stella*nera)
- 2023 - Incanto (stella*nera)